# Oststeinbek
Oststeinbek (niederdeutsch Ooststeenbeek) ist eine Gemeinde im Kreis Stormarn in Schleswig-Holstein.

## Geographie

### Geographische Lage
Das Gebiet der Gemeinde Oststeinbek erstreckt sich östlich von Hamburg an der auf kurzer Strecke zum Domhorster Mühlteich aufgestauten Glinder Au. Das Gebiet ist Teil des Naturraums Hamburger Ring (Haupteinheit Nr. 695) der Gruppe Südholsteinische Geest.

### Gemeindegliederung
Die Gemeinde Oststeinbek besteht siedlungsgeographisch aus mehreren, fachsprachlich als Wohnplätze bezeichneten, Ortsteilen. Im Gemeindegebiet liegen der für die Gemeinde namenstiftenden Randort, das Dorf Havighorst, die Siedlungen Meienhoop und Kohlbergen, sowie das Restgut Domhorst.

### Nachbargemeinden
Die Gemeinde grenzt im Norden an die Gemeinde Barsbüttel, im Osten an die Stadt Glinde sowie im Westen und Süden an die Freie und Hansestadt Hamburg.

### Geologie
Das Gemeindegebiet umfasst katastral die Gemarkungen von Oststeinbek und Havighorst. Die Gesamtfläche beider Gemarkungen beträgt zusammen 1135,3 ha, die sich auf den Ortsteil Oststeinbek mit 601,4 ha und auf den Ortsteil Havighorst mit knapp 534 ha verteilen. Der tiefste Punkt im Gemeindegebiet befindet sich im Westen der Gemarkung Oststeinbek und ist Bestandteil des Flussbetts der Glinder Au im Bereich des Gewässers Steinfurths Diek nördlich von der Hamburger Großwohnsiedlung Mümmelmannsberg. Das Gewässer befindet sich auf etwa 8 m ü. NN. Der topographisch höchste Punkt des Gemeindegebiets liegt im Bereich der Gemarkung Havighorst. Er markiert die Kuppe des sogenannten Heegsbarg und erreicht eine Höhenlage von 51,1 m ü. NN. Die Gemarkungen sind landschaftlich geprägt von einem Altmoränenkomplex aus der Saale-Eiszeit, der in den nachfolgende Warm- und Kaltzeiten umgestaltet worden ist. Die Topographie heute besteht aus einer flach bis leicht welligen Landschaft. Der Boden besteht überwiegend aus Glazifluvialem Sand mehr als Kies.

## Geschichte
Die Gemeinde Oststeinbek wurde erstmals im Jahre 1255 urkundlich erwähnt; Havighorst wurde erstmals 1257 beim Verkauf des Asbrook genannt. Im Jahre 1318 ging Havighorst in den Besitz des Klosters Reinbek über. Nach der Reformation wurde es 1529 dem landesherrlichen Amt Reinbek zugeschlagen. Im Jahre 1581 wurde die Pulvermühle Domhorst errichtet.
Nach der Annexion Schleswig-Holsteins durch Preußen wurde Havighorst 1867 dem neugebildeten Kreis Stormarn zugeschlagen. Die Einführung der preußischen Kommunalverfassung 1889 führte zur Zuordnung zum Amtsbezirk Sande, später zum Amtsbezirk Lohbrügge. Als dieser 1937 durch das Groß-Hamburg-Gesetz (die Gemeinde Lohbrügge wurde nach Hamburg eingemeindet) aufgelöst wurde, kam Havighorst zum Amtsbezirk Barsbüttel.
Oststeinbek gehörte seit 1948 zum Amt Glinde. Mit der Eingemeindung der Gemeinde Havighorst bei Reinbek am 1. Januar 1974 wurde die Gemeinde amtsfrei.

## Religion
Mit der Reformation wurde Oststeinbek lutherisch. Mit Stand 2005 waren 39,1 % evangelisch-lutherisch, 7,6 %  römisch-katholisch und ohne Konfession waren 37,4 %, und Sonstige waren 15,9 %.
Die evangelischen Christen Oststeinbeks gehören zur Kirchengemeinde Kirche in Steinbek (ev.-luth. Kirche in Norddeutschland/Kirchenkreis Hamburg-Ost).

## Politik

### Gemeindevertretung
- CDU: 10
- Grüne: 3
- SPD: 5
- OWG: 6

Die Gemeindevertretung ist die kommunale Volksvertretung der Gemeinde Oststeinbek. Über die Zusammensetzung entscheiden die Bürger alle fünf Jahre. Die letzte Kommunalwahl fand am 14. Mai 2023 statt. Diese führte bei einer Wahlbeteiligung von 45,6 % zu nebenstehender Zusammensetzung der Gemeindevertretung.

### Bürgermeister
Der amtierende Bürgermeister der Gemeinde ist derzeit der parteilose Jürgen Hettwer.

### Wappen
Blasonierung: „In Rot das silberne holsteinische Nesselblatt, belegt mit einem schwarzen Mühlrad über einem blauen Wellenbalken.“

### Gemeindepartnerschaften
Partnergemeinden von Oststeinbek sind Caddington in England, Neustadt-Glewe in Mecklenburg-Vorpommern und Ellar (Gemeinde Waldbrunn (Westerwald)) in Hessen.

## Kultur und Sehenswürdigkeiten

### Theater
Im Gemeindesaal des Rathauses werden von der seit über 50 Jahren (Gründung 1960) bestehenden „Laienspielgruppe Oststeinbek“ jährlich zwei plattdeutsche Theaterstücke aufgeführt. Die Spielzeiten sind im Frühjahr und im Herbst mit jeweils zehn Vorstellungen. Hinzu kommen vier Kindermärchenvorstellungen im Dezember. Alle Vorstellungen erfreuen sich großer Beliebtheit.

### Sport
Seit 1948 hat Oststeinbek einen Sportverein, den Oststeinbeker Sportverein, dessen Volleyballmannschaft unter dem Namen „Ostbek Cowboys“ während der Saison 2005/06 und unter dem Namen „Hamburg Cowboys“ während der Saison 2007/08 in der 1. Bundesliga spielten.
Es gibt zwei große Sporthallen (u. a. die Walter-Ruckert-Sporthalle) in Oststeinbek, in denen sich auch ein kommerzielles Fitnessstudio angesiedelt hat.
Hinter den Sporthallen ist der Tennisverein TC Oststeinbek angesiedelt. Sieben Außenplätze und eine Doppelfeldhalle stehen den Mitgliedern zur Verfügung.
In der Nähe der Sportanlagen gibt es einen kommerziell betriebenen Golfplatz für jedermann (Neun-Loch-Anlage).
Im Ortsteil Havighorst gibt es zwei Tennisvereine, zum einen seit 1978 den Tennis-Club Havighorst (TCH), zum anderen den Tennisverein TV Rot Weiss Havighorst, der 1976 gegründet wurde.
Im Ortsteil Havighorst befinden sich außerdem zwei Reitsportvereine. Der Reiterverein Oststeinbek-Havighorst und der Reitverein Havighorst.

### Regelmäßige Veranstaltungen
- Maibaumfest (am ersten Wochenende im Mai)
- Marktfest (ein Samstag im August) in Havighorst (2007 verbunden mit den 750-Jahr-Feierlichkeiten Havighorsts)
- Schlachtfest der Freiwilligen Feuerwehr Oststeinbek und der Freiwilligen Feuerwehr Ellar
- Osterfeuer (Karsamstag)

## Wirtschaft und Infrastruktur
Im Nordwesten des Ortsteiles Oststeinbek liegt ein Gewerbegebiet mit großflächigem Sondergebiet.
Außerdem sind in Oststeinbek zahlreiche mittelständische Unternehmen ansässig.

### Unternehmen
In Havighorst ist ein Betonwerk ansässig, das aus einer Ziegelei hervorging. Eine Familie Krombach ließ die Ziegelei 1919 errichten. Diese Gründerfamilie musste jedoch während der Naziherrschaft in die USA auswandern und so übernahm der Ostpreuße Hermann Schlick die Fabrik. Später führte dessen Schwiegersohn Günther Kuschmierz die Ziegelei und baute sie zu einem erfolgreichen Betrieb aus.

### Bildung
- Helmut-Landt-Grundschule
- Volkshochschule Oststeinbek

### Verkehr

#### ÖPNV
Der Hamburger Verkehrsverbund bindet den Ort an den öffentlichen Personennahverkehr des Verkehrsverbundes an:
- Die Buslinie 133 fährt von Oststeinbek nach Hamburg-Billstedt sowie in die Nachbarstadt Glinde und zeitweise weiter nach Reinbek-Neuschönningstedt.
- Die Linie 233 fährt über den Ortsteil Havighorst ebenfalls nach Hamburg-Billstedt und dessen Wohngebiet Mümmelmannsberg.
- Die Linie 333 verkehrt von Hamburg (U-Bahnhof Steinfurther Allee) über Glinde nach Reinbek und Trittau.

Die Station Hamburg-Boberg-Havighorst liegt an der Bahnstrecke Hamburg-Tiefstack–Glinde.

#### Straße

Straßenverlauf der Möllner Landstraße

Am Westrand der Gemeinde führt die Bundesautobahn 1 durch das Gebiet von Hamburgs Stadtteil Billstedt. Hier befindet sich die Anschlussstelle Hamburg-Öjendorf (Nr. 32) mit dem Übergang zur Glinder Straße, welche in östlicher Richtung nach Oststeinbek führt und ab der Landesgrenze (folglich auf Oststeinbeker Gebiet) zur Möllner Landstraße wird, von wo aus sie als schleswig-holsteinische Landesstraße 94 in Trägerschaft des Landes ist. Weiter nördlich befindet sich ebenfalls direkt jenseits der Gemeindegrenze, das Autobahnkreuz Hamburg-Ost mit der kreuzenden Bundesautobahn 24.

## Persönlichkeiten
- Karl Oesterle (1894–1965), Gewerkschafter und Politiker, war von Dezember 1945 bis Dezember 1946 ernannter Bürgermeister Oststeinbeks
- Funda Gür (* 1970), politische Beamtin (SPD), Gemeindevertreterin in Oststeinbek